# Simning vid världsmästerskapen i simsport 2024 – Damernas 100 meter ryggsim
Damernas 100 meter ryggsim vid världsmästerskapen i simsport 2024 avgjordes mellan den 12 och 13 februari 2024 i Aspire Dome i Doha i Qatar.
Amerikanska Claire Curzan tog guld efter ett lopp på 58,29 sekunder. Silvret togs av australiska Iona Anderson och bronset togs av kanadensiska Ingrid Wilm.

## Rekord
Inför tävlingens start fanns följande världs- och mästerskapsrekord:
|                   | Namn           | Nation     | Tid   | Ort              | Datum           |
| ----------------- | -------------- | ---------- | ----- | ---------------- | --------------- |
| Världsrekord      | Kaylee McKeown | Australien | 57,33 | Budapest, Ungern | 21 oktober 2023 |
| Mästerskapsrekord | Kaylee McKeown | Australien | 57,53 | Fukuoka, Japan   | 25 juli 2023    |

## Resultat

### Försöksheat
Försöksheaten startade den 12 februari klockan 09:32.
| Placering | Heat | Bana | Namn                    | Nationalitet                 | Tid     | Noteringar |
| --------- | ---- | ---- | ----------------------- | ---------------------------- | ------- | ---------- |
| 1         | 6    | 4    | Claire Curzan           | USA                          | 59,72   | 0Q0        |
| 2         | 5    | 4    | Ingrid Wilm             | Kanada                       | 59,82   | 0Q0        |
| 3         | 4    | 3    | Iona Anderson           | Australien                   | 59,88   | 0Q0        |
| 4         | 4    | 4    | Jaclyn Barclay          | Australien                   | 1.00,05 | 0Q0        |
| 5         | 6    | 3    | Lauren Cox              | Storbritannien               | 1.00,27 | 0Q0        |
| 6         | 4    | 6    | Kathleen Dawson         | Storbritannien               | 1.00,36 | 0Q0        |
| 7         | 4    | 5    | Carmen Weiler           | Spanien                      | 1.00,44 | 0Q0        |
| 8         | 5    | 3    | Kira Toussaint          | Nederländerna                | 1.00,50 | 0Q0        |
| 9         | 6    | 5    | Maaike de Waard         | Nederländerna                | 1.00,61 | 0Q0        |
| 10        | 5    | 5    | Adela Piskorska         | Polen                        | 1.01,03 | 0Q0        |
| 11        | 5    | 6    | Hanna Rosvall           | Sverige                      | 1.01,20 | 0Q0        |
| 12        | 6    | 6    | Anastasija Sjkurdaj     | Neutrala oberoende idrottare | 1.01,43 | 0Q0        |
| 13        | 6    | 2    | Camila Rebelo           | Portugal                     | 1.01,51 | 0Q0        |
| 14        | 6    | 7    | Francesca Pasquino      | Italien                      | 1.01,54 | 0Q0        |
| 15        | 5    | 8    | Gabriela Georgieva      | Bulgarien                    | 1.01,65 | 0Q0        |
| 16        | 4    | 2    | Stephanie Au            | Hongkong                     | 1.01,80 | 0Q0        |
| 17        | 4    | 0    | Carla González          | Venezuela                    | 1.01,83 |            |
| 18        | 5    | 2    | Paulina Peda            | Polen                        | 1.01,87 |            |
| 19        | 5    | 9    | Emma Harvey             | Bermuda                      | 1.01,88 | 0NR0       |
| 20        | 4    | 7    | Maria Godden            | Irland                       | 1.01,99 |            |
| 21        | 5    | 1    | Andrea Berrino          | Argentina                    | 1.02,02 |            |
| 22        | 6    | 9    | Jillian Crooks          | Caymanöarna                  | 1.02,19 |            |
| 23        | 5    | 0    | Chen Xin                | Kina                         | 1.02,49 |            |
| 24        | 4    | 8    | Levenia Sim             | Singapore                    | 1.02,72 |            |
| 25        | 6    | 1    | Song Jae-yun            | Sydkorea                     | 1.02,74 |            |
| 26        | 4    | 1    | Eszter Szabó-Feltóthy   | Ungern                       | 1.02,80 |            |
| 26        | 5    | 7    | Milla Drakopoulos       | Sydafrika                    | 1.02,80 |            |
| 28        | 6    | 8    | Teia Salvino            | Filippinerna                 | 1.02,81 |            |
| 29        | 6    | 0    | Xeniya Ignatova         | Kazakstan                    | 1.02,83 |            |
| 30        | 3    | 4    | Jana Marković           | Serbien                      | 1.03,70 |            |
| 31        | 3    | 2    | Andrea Becali           | Kuba                         | 1.04,22 |            |
| 32        | 3    | 6    | Celina Márquez          | El Salvador                  | 1.04,29 |            |
| 33        | 3    | 7    | Valerie Tarazi          | Palestina                    | 1.04,41 |            |
| 33        | 4    | 9    | Alexia Sotomayor        | Peru                         | 1.04,41 |            |
| 35        | 3    | 1    | Natalia Zaiteva         | Moldavien                    | 1.04,50 |            |
| 36        | 3    | 9    | Donata Katai            | Zimbabwe                     | 1.04,51 |            |
| 37        | 3    | 3    | Carolina Cermelli       | Panama                       | 1.04,83 |            |
| 38        | 3    | 0    | Ganga Senavirathne      | Sri Lanka                    | 1.04,93 |            |
| 39        | 2    | 4    | Suvana Chetana          | Indien                       | 1.05,26 |            |
| 40        | 2    | 2    | Ariuntamir Enkh-Amgalan | Mongoliet                    | 1.05,27 |            |
| 41        | 3    | 5    | Abril Aunchayna         | Uruguay                      | 1.05,31 |            |
| 42        | 3    | 8    | Masniari Wolf           | Indonesien                   | 1.05,39 |            |
| 43        | 2    | 3    | Gaurika Singh           | Nepal                        | 1.05,47 |            |
| 44        | 2    | 7    | Elizaveta Pecherskikh   | Kirgizistan                  | 1.05,68 |            |
| 45        | 2    | 5    | Amani Al-Obaidli        | Bahrain                      | 1.06,06 |            |
| 46        | 2    | 6    | Eda Zeqiri              | Kosovo                       | 1.06,64 |            |
| 47        | 1    | 4    | Idealy Tendrinavalona   | Madagaskar                   | 1.09,14 |            |
| 48        | 2    | 8    | Alejandra Santana       | Dominikanska republiken      | 1.09,27 |            |
| 49        | 2    | 0    | Chanchakriya Kheun      | Kambodja                     | 1.09,31 |            |
| 50        | 2    | 9    | Riley Miller            | Amerikanska Jungfruöarna     | 1.09,47 |            |
| 51        | 2    | 1    | Aynura Primova          | Turkmenistan                 | 1.09,56 |            |
| 52        | 1    | 5    | Angelina Smythe         | Seychellerna                 | 1.10,37 |            |
| 53        | 1    | 7    | Maleek Al-Mukthar       | Libanon                      | 1.10,61 |            |
| 54        | 1    | 6    | Natalia Ladha           | Tanzania                     | 1.13,56 |            |
| 55        | 1    | 3    | Jennifer Harding-Marlin | Saint Kitts och Nevis        | 1.14,93 |            |
| 56        | 1    | 2    | Hamna Ahmed             | Maldiverna                   | 1.18,71 |            |

### Semifinaler
Semifinalerna startade den 12 februari klockan 19:53.
| Placering | Heat | Bana | Namn                | Nationalitet                 | Tid     | Noteringar |
| --------- | ---- | ---- | ------------------- | ---------------------------- | ------- | ---------- |
| 1         | 2    | 4    | Claire Curzan       | USA                          | 58,73   | 0Q0        |
| 2         | 1    | 4    | Ingrid Wilm         | Kanada                       | 59,55   | 0Q0        |
| 3         | 1    | 5    | Jaclyn Barclay      | Australien                   | 59,83   | 0Q0        |
| 4         | 2    | 5    | Iona Anderson       | Australien                   | 59,94   | 0Q0        |
| 5         | 2    | 3    | Lauren Cox          | Storbritannien               | 1.00,03 | 0Q0        |
| 6         | 1    | 6    | Kira Toussaint      | Nederländerna                | 1.00,37 | 0Q0        |
| 7         | 1    | 3    | Kathleen Dawson     | Storbritannien               | 1.00,40 | 0Q0        |
| 8         | 2    | 2    | Maaike de Waard     | Nederländerna                | 1.00,68 | 0Q0        |
| 9         | 2    | 6    | Carmen Weiler       | Spanien                      | 1.00,81 |            |
| 10        | 2    | 1    | Camila Rebelo       | Portugal                     | 1.00,91 |            |
| 11        | 1    | 2    | Adela Piskorska     | Polen                        | 1.00,99 |            |
| 12        | 1    | 7    | Anastasija Sjkurdaj | Neutrala oberoende idrottare | 1.01,24 |            |
| 13        | 2    | 8    | Gabriela Georgieva  | Bulgarien                    | 1.01,42 |            |
| 14        | 1    | 8    | Stephanie Au        | Hongkong                     | 1.01,50 |            |
| 15        | 2    | 7    | Hanna Rosvall       | Sverige                      | 1.01,67 |            |
| 16        | 1    | 1    | Francesca Pasquino  | Italien                      | 1.01,68 |            |

### Final
Finalen startade den 13 februari klockan 19:51.
| Placering | Bana | Namn            | Nationalitet   | Tid     | Noteringar |
| --------- | ---- | --------------- | -------------- | ------- | ---------- |
| 1         | 4    | Claire Curzan   | USA            | 58,29   |            |
| 2         | 6    | Iona Anderson   | Australien     | 59,12   |            |
| 3         | 5    | Ingrid Wilm     | Kanada         | 59,18   |            |
| 4         | 3    | Jaclyn Barclay  | Australien     | 59,28   |            |
| 5         | 2    | Lauren Cox      | Storbritannien | 59,60   |            |
| 6         | 1    | Kathleen Dawson | Storbritannien | 1.00,42 |            |
| 7         | 8    | Maaike de Waard | Nederländerna  | 1.00,64 |            |
| 8         | 7    | Kira Toussaint  | Nederländerna  | 1.00,73 |            |